# 中村官戶
中村官戶（日语：／ Nakamura Kanko，5月19日—），日本漫畫家、插畫家。女性。AB型血。出身於大阪府，居住於千葉縣。

## 來歷
2006年，以在《Comic REX》8月號（一迅社）中首次亮相。
除了在一般大眾商業雜誌雙葉社《月刊Action》上連載外，並在茜新社的《COMIC LO》上創作短篇成人漫畫。
《我家的女僕有夠煩！》是一部情境喜劇，講述了小學生高梨米夏和喜歡年輕女孩的女管家的故事，它的前身是原本在《Pure百合選集 Hirari》（新書館）連載的《燕熊！》，後來轉移至《月刊Action》（雙葉社）時，標題進行了變更。2018年由導演太田雅彥改編成電視動畫。
她也有參加同人團體的同人誌活動，但目前處於中斷狀態。曾經在一家遊戲製作公司上班。

## 作品列表

### 一般漫畫
- （一迅社《漫畫4格KINGS Palette（日语：まんが4コマぱれっと）》連載 VOL.1（創刊號）—2008年3月號，〈4格KINGS Palette Comics〉，全1冊）
  1. 2008年7月22日發行[10] ISBN 978-4-758-08017-0
- （雙葉社《週刊漫畫ACTION》連載 2011年17號—2013年12號，《MANGA TOWN（日语：まんがタウン）》連載 2013年8月號—2014年6月號，〈ACTION COMICS〉，全2冊）
  1. 2013年2月27日發行[11] ISBN 978-4-575-94376-4
  2. 2014年8月28日發行[12] ISBN 978-4-575-94422-8
- 我家的女僕有夠煩！[b]（雙葉社《月刊Action》2016年10月號—2023年3月號[13]，全10冊）
  - 燕熊！（新書館《Pure百合選集 Hirari（日语：ピュア百合アンソロジー ひらり）》2013年冬第12號[14]—2014年春第13號[15]）
- 百合百合大恐慌 ～過尊事件正在發生！～（雙葉社《web ACTION（日语：webアクション）》連載，2024年9月6日[16]—連載中，已出版1冊）

### 成人漫畫
- （《COMIC LO》2011年5月號[17][18]）
- （《COMIC LO》2012年5月號[19]）
- （《COMIC LO》2012年12月號[20]）
- （《COMIC LO》2013年12月號[21][22]）
- （《COMIC LO》2017年4月號[23][24]）

### 選集
- 我家的女僕有夠煩！官方選集（2018年11月12日發行[25]，雙葉社〈ACTION COMICS〉 ISBN 978-4-575-85230-1）

等許多遊戲選集

### 插圖
- 女王之門（日语：クイーンズゲイト）（2009年，原作：Nitro+，企劃：HobbyJAPAN（日语：ホビージャパン），著：沖田榮次，學研Plus〈女神文庫（日语：メガミ文庫）〉，全3冊）
- （2021年3月17日發行[26]，著：若月光（日语：わかつきひかる），法蘭西書院〈美少女文庫（日语：美少女文庫）〉 ISBN 978-4-82962-134-9）

## 腳註

## 外部連結
- 『otn』 （日語）—中村官戶的官方個人網站。